# 1458년 미확인 분화
1400년대 중반에 발생한 미확인 화산 분출로 인한 두 개의 큰 황산염 급증이 있다. 각각 1452년~1453년 미확인 분화와 1458년 미확인 분화이다. 2012년 이전에는 1458년 황산염 급증이 1452년으로 잘못 지정되었는데, 이는 이전의 빙하 코어 분석의 시간 해상도가 좋지 않았기 때문이다. 이 분출의 정확한 위치는 불확실하지만, 가능한 후보로는 산호해의 수중 칼데라인 쿠와에, 레클루스산, 토푸아 칼데라가 있다. 이 분출은 VEI-7이었던 것으로 추정된다.

## 황산염 급증의 날짜
이 황산염 급증은 남극 빙하 코어에서 처음 발견되었으며, 사말라스 (1257년) 및 1815년 탐보라산 분화 (1815년)와 함께 가장 큰 황 발생 사건 중 하나이다. 이 사건의 날짜를 제한하려는 초기 노력은 1452/53년이 분출 연도이며 몇 년의 불확실성이 있다고 결론지었다. 2012년 이래로 매우 정확한 빙하 코어 연대기는 이 대규모 황 급증을 1458년으로 재정비했으며, 비록 후자가 훨씬 작지만 해당 그린란드 황 급증과 일치한다.

## 빙하 코어 및 나이테 기록
이 사건의 황산염 퇴적량은 지난 700년간 빙하 코어에 기록된 것 중 가장 크다. 그러나 퇴적은 그린란드 빙하 코어에 비해 남극 빙하 코어에서 훨씬 더 큰 황산염 유량을 보이며 비대칭적이며, 이는 분출이 남반구 저위도에서 발생했을 가능성이 있음을 나타낸다. 1458년 황산염의 황 동위원소 구성은 분출이 화산 가스를 성층권으로 직접 방출하여 대기 화학 조성에 상당한 영향을 미치고 지구 기후에 잠재적인 영향을 미쳤음을 나타낸다. 1458년 사건의 재구성된 화산 성층권 황 주입량은 동일한 황산염 기록을 기반으로 약 37.5조 그램의 황이 성층권에 주입되었으며, 이는 탐보라와 거의 같지만 이전 1452/53년 분출보다 3배 더 많다. 남극 빙하 코어에서는 황산염 층에서 테프라가 발견되었는데, 이는 테프라의 근원이 황산염 급증의 원인이었다면 지화학적 일치를 통해 황산염 급증의 근원 화산을 식별할 수 있게 한다.
분출 다음 해, 북반구에서 형성된 1459년 여름의 나이테는 1 °C의 강한 냉각을 기록했으며, 이어서 1460년에는 0.4 °C의 냉각이 있었다.

## 분출 원천
황산염 급증의 근원 화산은 확실히 확인되지 않았지만, 여러 화산 후보가 제안되었다. 빙하 코어의 황산염 유량 분포는 근원 화산의 위치가 남반구의 저위도에 있음을 시사한다.

### 쿠와에 칼데라
통고아 민속에 따르면, 쿠와에 칼데라는 15세기 중반의 대재앙적인 화산 분출과 쿠와에 육지 소실로 인해 형성되었다. 그러나 정확한 위치는 논쟁 중이다. 두 가지 후보는 다음과 같다.
- 에피섬과 통고아섬 사이의 6×12 km 크기의 해저 칼데라
- 통고아 남쪽의, 통고아, 에워세, 부닝가, 통가리키 섬으로 표시된 서쪽 가장자리의 노출된 부분

정확한 위치와 관계없이, 통고아의 두꺼운 화성쇄설류에 대한 방사성 탄소 연대 측정은 1410년에서 1450년경에 집중되어 있다. 마그마의 지화학적 분석 결과 황 함량이 풍부하며, 칼데라 부피에 상응하는 양의 마그마가 분출했다면 지난 700년 동안 가장 많은 양의 황산염을 생성할 수 있었을 것으로 판단된다.
그러나 Németh 등(2007)은 분출의 제안된 큰 규모와 강도에 의문을 제기하며, 주변 섬의 화성쇄설류 퇴적물이 소량이고 광범위한 낙하 퇴적물이 부족하다는 점을 지적했다. 대규모 해저 칼데라의 형성와 육지에 보존된 15세기 중반의 명백히 작은 분출 사이의 관계를 확립하기 위해서는 추가 증거가 필요하다. 더욱이, 쿠와에 마그마의 지구화학은 1458년 황산염 층에서 발견된 테프라의 지구화학과 일치하지 않는다.
2023년 초 현재, 화산학자와 인류학자들이 주도하는 새로운 조사가 쿠와에 분출의 성격과 그 기후 영향에 대한 논쟁을 해결하기 위해 진행 중이다.

### 토푸아 칼데라
Németh 등 (2007)은 유사한 방사성 탄소 연대 측정에 근거하여 토푸아 칼데라를 1458년 황산염 급증의 또 다른 후보 화산으로 제안했다. 미공개 방사성 탄소 데이터에 따르면 1440년에서 1640년경에 토푸아에서 대규모 분출이 발생하여 중앙 통가의 유인도에 10 cm 이상의 테프라가 퇴적되었다.

### 레클루스산
남극 빙하 코어에서 1458년 황산염 층과 함께 발생한 테프라의 근원은 확실히 확인되지 않았다. 지화학적 상관 관계에 따르면, 테프라는 레클루스 화산의 마그마와 구성적으로 유사하다. 그러나 이 시기 동안 레클루스 화산에서 알려진 대규모 분출은 없다. 따라서 소규모 분출이 지리적으로 빙하 코어에 가까웠기 때문에 대류권으로 운반된 에어로졸 구름을 통해 황산염 급증을 일으켰을 것이라는 가설이 제기되었다. 그러나 이는 황 동위원소 증거 및 화산 황산염의 광범위한 퇴적과 일치하지 않는다.

## 역사 기록
주로 유럽과 동아시아의 역사 기록은 1450년대부터 1460년대까지의 여러 해 동안 비정상적인 날씨 패턴을 보고한다. 하늘에는 스모그와 안개가 보였고, 여러 기록에는 태양이 푸른색으로 보이고 화산재가 하늘에서 비처럼 내렸다고 묘사되어 있다. 강수량이 크게 증가하고 기온이 감소했다. 이러한 날씨 및 기후 변화는 화산 폭발로 인해 발생한 대규모 에어로졸 구름이 지구 전역으로 퍼져나간 결과였을 것이다. 그러나 중세의 대기 현상 기록은 항상 정확하지는 않다.

## 기후 영향
이 분출로 인한 날씨 패턴은 전 세계 사람들의 삶에 영향을 미쳤다. 영하의 기온과 과도한 강우량은 기근과 낮은 품질의 농작물로 이어졌다. 이 시기 동안 굶어 죽은 사람들의 수가 증가했으며, 당시 와인의 품질 저하가 역사 기록에 언급되었다. 영하의 기온과 홍수는 또한 사망과 재산 피해를 초래했다. 이러한 요인들은 중세 정부에 압력을 가하고 군사적 노력에 부정적인 영향을 미쳤다.

## 같이 보기
- 1808년 미확인 분화
- 지구의 화산 활동 연표
- 여름 없는 해 - 1815년 탐보라산 분출로 인한 영향